# Мишић подизач усног угла
Мишић подизач усног угла (лат. musculus levator anguli oris) је пљоснат четвртаст мишић, који се припаја на предњој страни тела горње вилице и дубокој страни коже у пределу углова усана. Он делимично улази и у састав кружног мишића усана.
Инервација потиче од образних грана фацијалног живца, а улога мишића се огледа у подизању горње усне и њених углова.